# 二进制翻译
在计算机领域中，二进制翻译（binary translation）、二进制转换或二进制重新编译（(binary) recompilation）是以翻译二进制代码来仿真另一个指令集架構。指令按顺序从原指令集翻译为目标指令集。在指令集模拟等某些情况中，目标指令集可能与源指令集是同一指令集，翻译是为提供指令跟踪、条件断点、热点检测等测试和调试功能。
二进制翻译主要分为静态翻译与动态翻译两种类型。翻译可以由硬件（例如通过CPU中的电路）或软件（例如运行时引擎、静态重编译、仿真器等）完成。

## 动机
使用复杂的二进制翻译流程的常见动机有：汇编的源代码在目标平台或指令集上不可用（或存在技术问题），或者源代码已然不可用。
静态重编译一般比实时仿真有更好的工作性能。